# نساء من هذا الزمن (مسلسل)
 نساء من هذا الزمان  مسلسل سوري عرض عام 2013 , يتناول المسلسل هموم ومشاكل المرأة من خلال قصة ثلاث نساء، الأولى طبيبة نفسية، والثانية محامية، أما الثالثة فلم تكمل تعليمها، من خلال قصص هؤلاء النساء يدخل المسلسل إلى تفاصيل تخص حياة المرأة، ملقياً الضوء على مشاكلهن ومخاوفهن.

## بطولة
- سلمى المصري
- هبة نور
- قمر خلف
- مهيار خضور
- سعد مينه
- رامز أسود
- جهاد سعد
- أمانة والي
- حسام تحسين بيك
- محمد خير الجراح
- نزار أبو حجر
- شكران مرتجى
- أيمن رضا
- يامن حجلي
- ميرنا شلفون
- غادة بشور
- محمد الأحمد
- مديحة كنيفاتي
- رنا كرم
- عبد الرحمن قويدر
- رهف شقير
- مي مرهج
- طوني موسى
- فوزي بشارة
- عهد ديب
- سناء سواح
- سامر الزلم